# Viale Regina Margherita
La Viale Regina Margherita est une avenue bordée d'arbres située à Rome entre la Via Salaria et la Piazza Sassari. Avec la Viale Liegi, la Viale Parioli et la Viale Regina Elena, elle forme un axe diagonal qui traverse les quartiers Parioli, Pinciano, Salario, Nomentano et Trieste.
Le long de l'avenue, traversée par deux lignes de tramway, se trouvent plusieurs villas construites entre 1910 et 1917 et conçues pour la plupart par Pio et Marcello Piacentini. Certaines ont été transformées en bureaux consulaires. À proximité de la Piazza Sassari et le long de la Viale Regina Elena, se trouvent la Cité Universitaire, le siège principal de l'Université de Rome La Sapienza et la polyclinique Umberto I, le plus important hôpital de Rome. 
L'avenue, auparavant appelée Viale della Regina, a été dédiée en 1926 à la mémoire de Marguerite de Savoie, épouse du roi Humbert Ier, par ordre du gouverneur de Rome Filippo Cremonesi par la résolution du 21 janvier 1926.

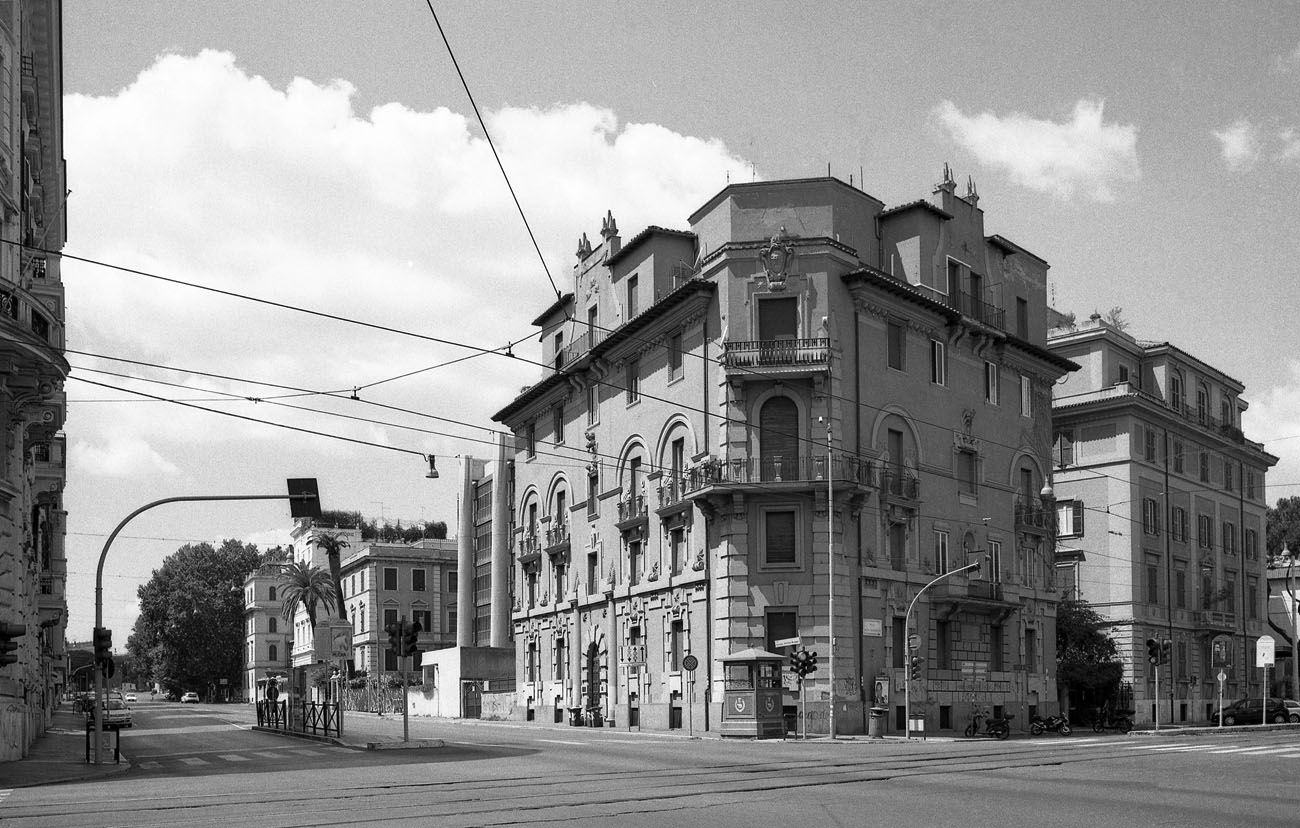
Bâtiments sur la Viale Regina Margherita.